# Shasha
Shasha ist ein Ort im Territorium Masisi der Provinz Nord-Kivu im Osten der Demokratischen Republik Kongo.

## Lage
Shasha liegt am Westufer des Kiwusees. Durch den Ort führt die Nationalstraße 2, die nach Süden über Minova in Richtung der Stadt Bukavu führt und nach Norden bis zur Stadt Sake und von dieser weiter nach Südosten bis zur an der Grenze zu Ruanda gelegenen Provinzhauptstadt Goma.

## Konflikte
Anfang Februar 2024 wurde der Ort von der Rebellenmiliz Bewegung 23. März (M23) eingenommen, wodurch auch die Straßenverbindung nach Sake und Goma unterbrochen wurde.